# Любов (Україна)
Любо́в — село в Україні, у Солонянській селищній громаді Дніпровського району Дніпропетровської області. Населення станом на 2021 рік — 16 мешканців.

## Географія
Село Любов знаходиться за 2,5 км від одного з джерел річки Суха Сура, на відстані 1,5 км від села Квітневе. Поруч проходить автомобільна дорога Н08.

## Населення

### Мова
Розподіл населення за рідною мовою за даними перепису 2001 року:
| Мова       | Кількість | Відсоток |
| ---------- | --------- | -------- |
| українська | 25        | 100%     |

## Інтернет-посилання
- Погода в селі Любов [Архівовано 21 грудня 2011 у Wayback Machine.]

1. ↑  Рідні мови в об'єднаних територіальних громадах України — Український центр суспільних даних